# 浮孔站
浮孔站（日语：／ Ukiana eki */?）位於日本奈良縣大和高田市田井，為近畿日本鐵道（近鐵）南大阪線的鐵路車站。車站編號為F25。站名源自於當地的北葛城郡浮孔村。

## 歷史
- 1929年（昭和4年）3月29日 - 大阪鐵道的古市 - 久米寺（現在的橿原神宮前）間開通，本站啟用[1]。
- 1943年（昭和18年）2月1日 - 關西急行鐵道與大阪鐵道合併[1]。本站成為關西急行鐵道天王寺線的車站。
- 1944年（昭和19年）6月1日 - 關西急行鐵道與南海鐵道（現在的南海電氣鐵道）合併[1]。本站成為近鐵南大阪線的車站。
- 1993年（平成5年）3月17日 - 月台擴張，可容納6節車廂[2]。
- 2007年（平成19年）4月1日 - 可使用PiTaPa乘車[3]。
- 2013年（平成25年）12月21日 - 全日無站務員進駐。

## 車站構造
側式月台2面2線的地面車站。月台可容納6節車廂。站房、驗票口位於往大阪阿部野橋方向的月台，與對向月台有站內平交道連通。洗手間位於驗票口內。
本站由高田市站管理，為無人車站。

### 月台配置
| 月台 | 路線     | 方向 | 目的地                                |
| ---- | -------- | ---- | ------------------------------------- |
| 1    | 南大阪線 | 下行 | 往 橿原神宮前、吉野                   |
| 2    | 南大阪線 | 上行 | 往 古市、大阪阿部野橋、御所、河内長野 |

## 使用狀況
近年1日上下車人次調査結果如下。
- 2018年11月13日：1,552人
- 2015年11月10日：1,569人
- 2012年11月13日：1,474人
- 2010年11月9日：1,689人
- 2008年11月18日：1,605人
- 2005年11月8日：1,796人

## 上車人次
近年1日平均上車人次如下。
| 年度               | 1日平均 上車人次 |
| ------------------ | ---------------- |
| 1995年（平成7年）  | 1,335            |
| 1996年（平成8年）  | 1,302            |
| 1997年（平成9年）  | 1,259            |
| 1998年（平成10年） | 1,242            |
| 1999年（平成11年） | 1,158            |
| 2000年（平成12年） | 1,114            |
| 2001年（平成13年） | 1,037            |
| 2002年（平成14年） | 972              |
| 2003年（平成15年） | 964              |
| 2004年（平成16年） | 909              |
| 2005年（平成17年） | 906              |
| 2006年（平成18年） | 900              |
| 2007年（平成19年） | 881              |
| 2008年（平成20年） | 847              |
| 2009年（平成21年） | 816              |
| 2010年（平成22年） | 830              |
| 2011年（平成23年） | 832              |
| 2012年（平成24年） | 820              |
| 2013年（平成25年） | 813              |
| 2014年（平成26年） | 788              |
| 2015年（平成27年） | 804              |
| 2016年（平成28年） | 798              |
| 2017年（平成29年） | 809              |
| 2018年（平成30年） | 807              |

## 車站周邊
- 大和高田出簡易郵局
- 國道165号
- 國道24号
- ÆON MALL橿原（徒步15 - 20分）

## 相鄰車站
近畿日本鐵道
 南大阪線
■急行
通過
■區間急行、■準急、■普通
高田市 （F24） - 浮孔 （F25） － 坊城 （F26）